# Aldeanueva del Arenal
Aldeanueva del Arenal es un despoblado español del municipio de Fuenteguinaldo, perteneciente a la provincia de Salamanca, en la comunidad autónoma de Castilla y León.

## Historia
Hacia mediados del siglo XIX, el lugar, por entonces perteneciente a El Bodón, tenía contabilizada una población de cuatro habitantes. Aparece descrito en el primer volumen del Diccionario geográfico-estadístico-histórico de España y sus posesiones de Ultramar de Pascual Madoz con las siguientes palabras:

ALDEANUEVA DEL ARENAL: desp. sujeto á la jurisd. del Bodon (V.) en la prov. de Salamanca, part, jud. de Ciudad Rodrigo (3 leg.): está sit. á orillas del r. Agueda, en terreno montuoso, poblado de encinas y escabrosísimo á la parte del r., con una casa de muy buenas proporciones para la labor, habitada por el arrendatario y sus criados: confina al E. con el Collado de Malvarin, al S. con el r., al O. con deh. de Guinaldo, y al N. con Sageras de Malverin; comprende 1,400 fan. de tierra, de las que se cultivan 60, de mediana calidad, divididas en tres hojas que se emplean en trigo, centeno, y algun lino, una cada año, y las restantes se destinan á pastos. Su valor cap. terr.., incluso lo desamortizado, es de 441,650 rs., y el imp. 19,161 rs.
(Madoz, 1845, p. 503)